# Rutherford Aris
Rutherford "Gus" Aris (Bournemouth, 15 de setembro de 1929 — 2 de novembro de 2005) foi um engenheiro químico estadunidense.
Foi professor de engenharia química da Universidade de Minnesota.

## Vida
Aris nasceu em Bournemouth, Inglaterra, filho de Algernon Aris e Janet Elford. Desde jovem Aris foi interessado em química. Seu pai era proprietário de uma loja de acabamento de fotografia, onde o jovem Aris podia fazer experimentos com produtos químicos e reações. Aris frequentou a escola primária (educação infantil no Brasil) na Canford School, Dorset, Inglaterra. Em seguida frequentou a escola preparatória na Wimborne Grammar School, atual Queen Elizabeth's School, onde aprendeu latim, uma habilidade que lhe seria útil mais tarde. Ele também foi encorajado a prosseguir com seu interesse na química.

## Publicações selecionadas

### Livros
1. Aris, Rutherford (1961). The optimal design of chemical reactors: a study in dynamic programming. [S.l.]: Academic Press
2. Aris, Rutherford (1962). Vectors, tensors, and the basic equations of fluid mechanics. [S.l.]: Prentice-Hall
3. Aris, Rutherford (1964). Discrete dynamic programming: an introduction to the optimization of staged processes. [S.l.]: Blaisdell
4. Aris, Rutherford (1978). Mathematical Modeling Techniques. [S.l.]: Pitman
5. Aris, Rutherford (1990). Explicatio Formarum Litterarum (The Unfolding of Letterforms from the First Century to the Fifteenth). [S.l.]: Calligraphy Connection
6. Aris, Rutherford (1999). Mathematical Modeling: A Chemical Engineer's Perspective. [S.l.]: Academic Press

### Livros editados
1. Amundson, Neal R. (1980).  Aris, Rutherford and Varma, A., ed. The Mathematical Understanding of Chemical Engineering Systems - Selected Papers of Neal R. Amundson. [S.l.]: Pergamon Press